# Tarnoruda (obwód tarnopolski)
Tarnoruda (ukr. Тарноруда) – wieś na Ukrainie, w obwodzie tarnopolskim, w rejonie tarnopolskim.

## Historia
Dawniej miasteczko. Prawa miejskie od roku 1578, własność Odrowążów.
W II Rzeczypospolitej przedzielona granicą państwową; stacjonował w miejscowości sztab 4 kompanii 23 batalionu celnego, a po 1924 strażnica KOP „Tarnoruda”.
W 1943 roku liczba ludności wynosiła 363.
Do 2020 w rejonie podwołoczyskim.

## Zabytki
- Kościół pw. św. Stanisława, wzniesiony w 1816 r., konsekrowany w 1827 r.